# 야보리우 군사 기지 공격
야보리우 군사 기지 공격에 관한 문서이다.
야보리우 군사 기지는 2022년 러시아의 우크라이나 침공의 일환으로 2022년 3월 13일 러시아군의 공격을 받았다. 이 기지는 폴란드 국경에서 15마일도 채 떨어지지 않은 르비우주의 야보리우시 근처에 위치해 있다. 우크라이나 관리들에 따르면, 군사 시설은 30기의 러시아 미사일에 맞았으며, 초기 보고에 따르면 우크라이나 군인 35명에서 40명 이상이 사망하고 134명이 부상을 입었다. 이후 사망자 수는 사망 64명, 실종 10명, 부상 160명으로 업데이트됐다. 러시아 관리에 따르면 '외국 용병 180명'이 사망했다.